# Clara Ponty
Clara Ponty (* 1968 in Paris) ist eine französische Pianistin, Sängerin und Komponistin. Sie begann zunächst als klassische Pianistin, um danach zunehmend im Bereich des Jazz und Crossover aufzutreten. Zurzeit (2012) lebt sie in Paris.
Ponty wuchs als Tochter des weit über die Grenzen Frankreichs bekannten Jazzgeigers Jean-Luc Ponty in Paris und Los Angeles auf. Sie lernte Geige und Klavier und studierte klassisches Klavier an der Interlochen Arts Academy, am Maryland Conservatory und der University of Southern California. Nach dem Studium zog sie nach New York. 1997 erschien bei Universal ihr Debütalbum Clara Ponty mit Soloaufnahmen von eigenen klassischen Kompositionen, gefolgt 1999 von Embrace (Universal) ebenfalls mit eigenen Kompositionen.
2002 spielte sie in Indien. 2004 erschien ihr Album Mirror of Truth (JLP Productions), eine erste Hinwendung zum Jazz, auf dem auch ihr Vater bei einigen Stücken mitspielt. 
2010 folgte Echoes (CARE/Eden Records), mit den deutschen Musikern Wolfgang Haffner am Schlagzeug, Dieter Ilg Bass, Ernst Ströer Perkussion, Sebastian Studnitzky Trompete und Nils Wülker Trompete.
Schließlich veröffentlichte sie ihr Vokalalbum Into the Light in 2011 (Harmonia Mundi), mit Jean-Luc Ponty, Nigel Kennedy, Vincent Ségal und Damien Smitt.
Ein vollständiges Konzert mit ihrem Vater gab sie erstmals 2013.